# Gramicidina
La Gramicidina, también denominada gramicidina D, es una mezcla de antibióticos ionofóricos, gramicidin A, B y C, los cuales contribuyen aproximadamente a un 80%, 5%, y 15% de la mezcla, respectivamente. Cada uno tiene 2 isoformas, así que la mezcla tiene 6 tipos diferentes de moléculas gramicidina. Pueden ser extraídos de bacterias de suelo Brevibacillus brevis . Las gramicidinas son péptidos lineales con 15 aminoácidos. Esto contrasta con a la no relacionada gramicidin S, el cual es un cíclico-péptido.

## Usos médicos
La gramicidina funciona contra bacterias gram-positivas como el bacilo subtilis y el staphylococcus aureus, pero no bien contra las gram-negativas como la E. coli.
Las gramicidinas se utilizan en losanges medicinales para garganta dolorida y en medicinas tópicas para tratar heridas infectadas. Las gramicidinas se mezclan a menudo con otros antibióticos como la tirocidina y antisépticos. Las gramicidinsa también se utilizan en colirios para infecciones bacteriales de los ojos. En gotas, se mezclan a menudo con otros antibióticos como polimiina B o neomicina. Múltiples antibióticos aumentan la eficacia de contra varias cepas de bacterias. Dichos colirios son también utilizados para tratar infecciones del ojo de los animales, como los caballos.

## Historia
En 1939, René Dubos aisló la sustancia tirotricina. Más tarde se demostró que era una mezcla de gramicidina y tirocidina. Estos eran los primeros antibióticos fabricados comercialmente. La letra "D" en gramicidin D es una abreviatura para "Dubos", y estuvo se creó para diferenciar la mezcla de la gramicidina S.
En 1964, la secuencia de gramicidina fue determinada por Reinhard Sarges y Bernhad Witkop.
En 1971, se propuso la estructura de cabeza-a-cabezal dimérica de las gramicidinas por D. W. Urry.
En 1993, se determinó la estructura del dimero de cabeza-a-cabeza de la gramicidina en micelas y bicapas lipídicasmediante una solución y un NMR de estado sólido.